# Muhos
Muhos je obec v provincii Severní Pohjanmaa. Počet obyvatel obce v roce 2003 byl 7 969. Rozloha obce je 796,69 km² (z čehož 12,86 km² tvoří vodní plochy), hustota zalidnění pak 10,0 obyvatel na km².
Územím obce protéká řeka Oulujoki. Na ní byla v roce 1949 postavena vodní elektrárna Pyhäkoski. Vesnice Kylmälänkylä, která patří pod obec Muhos, je se svými zhruba 25 kilometry nejdelší vesnicí Finska (ačkoli počet domácností je pouhých 112 s 265 obyvateli).